# Mats Qviberg
Mats Qviberg, född 25 augusti 1953 i Gustav Vasa församling i Stockholm, är en svensk finansman.

## Biografi
Mats Qviberg är son till Marie-Anne och Arne Qviberg. Fadern var inköpare på General Motors Nordiska AB i Stockholm och modern ansvarig för bokföring och löner på Stiftelsen Sävstaholm.
Han är yngre bror till Stefan Qviberg och tvillingbror till Tomas Qviberg.  Han växte till tolv års ålder upp i Bagarmossen i Stockholm och därefter i Stora mossen i Bromma. Qviberg har ekonomexamen från Handelshögskolan i Stockholm och inledde sin finansiella karriär vid Aktiv Placering och Hägglöfs, efter att tidigt ha ägnat sig åt privata aktieaffärer. 1981 kom han till SE-banken, där han under åtta års tid arbetade som aktiemäklare för institutionella kunder, och därefter vid Carnegie. Qviberg byggde under denna tid upp ett rykte som skicklig aktiemäklare som drog in stora vinster, och när PKbanken 1988 köpte Carnegie ansågs Qviberg och kollegan Hans Mertzig utgöra en stor del av värdet i företaget.
I slutet av 1989 tog Sven Hagströmer, som redan hade företaget Hagströmer Fondkommission och hade en bakgrund inom Investor, kontakt med Qviberg och föreslog att de skulle starta ett gemensamt företag. På detta sätt grundades investmentbanken Hagströmer & Qviberg AB (senare omdöpt till HQ AB). 1991 köpte Qviberg och Hagströmer Investment AB Öresund och 1995 tog de över Custos. Den finansiella verksamhet som duon Hagströmer och Qviberg drev via dessa företag genererade stora vinster under 1990-talet och början av 2000-talet. Deras innehav var inriktade på svenska företag, och framför allt under 1990-talet på att dela upp de ägda verksamheterna i flera företag ("styckning"), då huvudmännen ansåg konglomerat var svårstyrda och ofta lägre värderade. Således kunde uppdelade, mer renodlade företag vara mer gynnsamma för aktieägarna genom att uppnå en högre värdering på börsen. Denna lönsamma hantering av innehaven gav också duon epitet som "styckmästare", "slaktare" och "företagspirater". Under 2000-talet gjorde duon å andra sidan relativt sett mer investeringar i nya, växande småföretag.
I samband med finanskrisen 2008 började HQ få ekonomiska problem, och 28 augusti 2010 återkallade Finansinspektionen banktillståndet för HQ Bank AB. Denna "HQ-krasch" och efterföljande samarbetsproblem ledde till att finansmannaparet Sven Hagströmer och Mats Qviberg beslöt att gå skilda vägar efter drygt 20 år av gemensam verksamhet. Som en följd av detta delades Investment AB Öresund 2012 i två företag. Efter delningen kvarstod Mats Qviberg med familj som huvudägare i Öresund, medan Sven Hagströmer med familj blev huvudägare i det nybildade investmentföretaget Creades.
Mats Qviberg är gift med Eva Qviberg (född 1954) och far till investeraren Johan Qviberg (född 1981), Anna Engebretsen (född 1982) och Jacob Qviberg (född 1986).

## Köp av medieföretag
Det av Mats Qviberg och Christen Ager-Hanssen dominerade investeringsbolaget Custos (före den 7 februari 2006 Förvaltnings AB Johnson Pump AB) köpte 25 procent av nyhetssajten Realtid.se:s ägarföretag Realtid Media i december 2016 och köpte i februari 2017 dagstidningsgruppen Metros nordiska del från Kinnevik.

## Styrelseuppdrag
Mats Qviberg är sedan 2013 styrelseordförande i Bilia samt sedan 2001 styrelseledamot i Fabege. Han var åren 2000-2013 styrelseledamot i Skistar. Qviberg är även före detta ordförande för Svenska Bridgeförbundet.